# Red Steel 2
Red Steel 2 è un videogioco sparatutto in prima persona sviluppato per Nintendo Wii da Ubisoft. È il seguito di Red Steel ed è stato pubblicato il 23 marzo in Nord America e il 26 marzo in Europa.

## Trama
Il gioco comincia mostrando il protagonista, un eroe senza nome, ultimo rappresentante del clan Kusagari, trascinato con una moto attraverso il deserto di Caldera da Payne, il capo degli 'sciacalli', una diffusa banda di criminali del luogo. L'eroe riesce successivamente a liberarsi, tuttavia non riesce a riprendere la sua Katana, rubatagli da Payne. Durante la fuga dagli sciacalli, salva la vita al suo vecchio maestro Jian, che gli presta la propria spada fino a quando non avrà recuperato la sua da Payne.
Quindi l'eroe incontra Tamiko, un membro del Dipartimento di Ricerca Kusagari, e lo sceriffo della città, Steve Judd. Essi aiutano l'eroe a recuperare la spada e a sabotare i piani degli sciacalli a nord della città. Quando l'eroe recuperà la Katana, affrontando Payne nel rifugio degli sciacalli, scopre che dietro all'eliminazione del clan Kusagari vi è un uomo di nome Shinjiro.
Allora l'eroe si reca nella città bassa, dove risiede il clan Katakara, alla ricerca di Shinjiro, aiutato sempre da Tamiko e Judd. Incontra inoltre Songan, un organizzatore di incontri clandestini, per il quale svolge alcune missioni. Trova infine Shinjiro al tempio Kusagari, dove lo affronta e sconfigge. Tuttavia, poco prima che il Kusagara possa sferrare il colpo di grazia, Shinjiro viene salvato da un misterioso ninja. Poco dopo Jian informa l'eroe che le Katane Kusagari, chiamate 'Sora Katane', possiedono un'enorme potenza, ma il loro processo di fabbricazione è un segreto del Clan e Shinjiro mira ad apprenderlo.
Seguendo una pista di Judd, l'eroe scopre che Shinjiro sta cercando di scappare dalla città con un treno. L'eroe riesce a raggiungerlo ed a salire sul mezzo, ma, dopo averlo attraversato fino a giungere dall'antagonista, scopre che si trattava di una trappola: Shinjiro stacca i vagoni (dove si trova l'eroe) dalla locomotiva e con una granata li fa esplodere. L'eroe riesce però a sopravvivere, ma si ritrova solo in mezzo al deserto. Dopo tre giorni di cammino trova una città fantasma, dove incontra Songan, che lo informa che lì si trova un deposito di armi degli sciacalli. Dopo essere riuscito a ristabilire le comunicazioni con Tamiko, Judd e Jian, scopre che i tre hanno seguito Shinjiro fino a Rattlesnake Canyon, un piccolo paese di minatori molto isolato. Su consiglio di Songan, l'eroe si dirige lì con una vecchia locomotiva.
Durante l'esplorazione del Canyon affronta il leader dei katakara Okaji, sconfiggendolo. Poi, seguendo il piano di Tamiko, l'eroe usa degli esplosivi rubati dalla cava della miniera per distruggere il cancello di entrata al Nido della Tigre, i luogo dove si rifugia Shinjiro. Qui giunto, scopre che Songan lo ha tradito catturando i suoi tre amici. Shinjiro chiede la Katana in cambio degli amici. Ma, quando l'eroe sembra essere sul punto di cedere, ingaggia una sparatoria con lui, nella quale viene colpita Tamiko. L'eroe insegue allora Shinjiro e lo affronta. L'eroe vince, ma l'avversario ai suoi piedi afferma che altri clan, dopo di lui, lotteranno per la Sora Katana. Il protagonista, in risposta, lo infilza al petto e spezza a metà la Katana. Il gioco si conclude con l'eroe che lancia l'altra metà della Katana da un dirupo, e guarda l'orizzonte con il cadavere di Shinjiro dietro di lui.

## Modalità di gioco
Il gioco ha prospettiva in prima persona, e si concentra sull'uso, oltre che delle armi da fuoco, della spada che viene controllata attraverso il Wiimote, come se esso ne fosse l'impugnatura. Grazie all'uso obbligatorio del Wii Motion Plus per giocare la sensibilità della spada è superiore rispetto al titolo precedente, e riproduce maggiormente i movimenti del giocatore.
L'avventura si struttura in diversi ambienti di gioco, durante i quali il protagonista deve svolgere diverse missioni e sotto-missioni. Ogni missione, una volta completata, oltre a portare avanti la storia, da un premio in denaro, con il quale è possibile migliorare le proprie armi, l'armatura, e imparare nuove tecniche di lotta, che verranno eseguite attraverso gesti particolari con il remote, a volte premendo determinati pulsanti. I soldi si ottengono anche combattendo nemici o distruggendo alcuni elementi dell'ambiente.

## Sviluppo
Lo sviluppo del titolo fu annunciato il 28 luglio 2008, confermando subito l'utilizzo del Wii Motion Plus. La periferica è stata inserita con il gioco in una confezione unica.
Il gioco utilizza la grafica cel-shaded conferendo, a differenza del predecessore, uno stile grafico fumettato. Il gioco è ambientato nel deserto, con elementi western ed orientali. Al riguardo di ciò il direttore creativo Jason Vandenberghe ha chiarito che: "Ciò che non funziona è prendere quelli elementi western e orientali, e mescolarli in una cosa sola. Ciò che funziona è dire: qui c'è il bar e grill di Joe e qui c'è il ristorante Sushi di Ming Pow. Non è una Katana da Cowboy con sembianze Western; è una katana, e un revolver, ed essi sono chiaramente al loro posto".
Ad aprile del 2009 Ubisoft ha annunciato che il gioco non avrebbe avuto modalità multiplayer, Poiché, come ha spiegato Jason Vandenberghe, nonostante si siano analizzate delle possibilità, l'idea è stata accantonata per motivi di tempo.

## Recensioni
| Rivista o Sito   | Punteggio |
| ---------------- | --------- |
| Gaming Nexus     | 10/10     |
| Games Radar      | 9/10      |
| Gameplanet       | 9/10      |
| IGN              | 8.6/10    |
| Gametrailers     | 8.6/10    |
| Gamezone         | 8.5/10    |
| NGamer UK        | 8.5/10    |
| IGN UK           | 8.5/10    |
| Multiplayer.it   | 8.5/10    |
| Game informer    | 8/10      |
| Nintendo Power   | 8/10      |
| Videogamer       | 8/10      |
| Nintendo Life    | 8/10      |
| Gamespot         | 7.5/10    |
| GamePro          | 7/10      |
| Edge Magazione   | 7/10      |
| 1UP              | 5.8/10    |
| Punteggio totale |           |
| Metacritic       | 80/100    |
| GameRankings     | 80.85%    |

Il gioco ha ricevuto, in media, buone recensioni (80%, secondo metacritic). È apprezzato, in genere, l'uso della spada, migliorato rispetto al titolo precedente, il quale, secondo molti critici, non ha alcun vero legame con questo titolo.

## Sequel
Il 29 aprile 2010 Computer and Videogames ha annunciato lo sviluppo di Red Steel 3, il quale dovrebbe inoltre utilizzare la periferica Wii Vitality Sensor. Il 19 maggio Jason Vandenberghe ha dichiarato che il terzo capitolo della serie sarà determinato dal successo del secondo.